# Syllepte tibialis
Syllepte tibialis là một loài bướm đêm trong họ Crambidae.